# Mis Zemlje
Mis Zemlje (engl. Miss Earth) je godišnje međunarodno takmičenje lepote koje se bavi promovisanjem ekološke svesti. Zajedno sa Mis sveta, Mis Internacional, Mis univerzuma i Mis Grand Internacional ovo je jedno od najvećih svetskih takmičenja lepote prema broju zemalja koje učestvuju i po publicitetu.
Takmicenje je osnovano 2001. godine od strane Carousel Productions sa namerom da se aktivno promoviše očuvanje životne sredine. Tokom svoje vladavine pobednica učstvuje u raznim međunarodnim ekološkim projektima.

## Pobednice
Spisak pobednica.
| Godina | Zemlja                               | Mis zemlje          | Nacionalna titula               | Mesto održavanja       |
| ------ | ------------------------------------ | ------------------- | ------------------------------- | ---------------------- |
| 2014   | Filipini                             | Đzejmi Herel        | Miss Philippines Earth          | Manila, Filipini       |
| 2013   | Venecuela                            | Aliz Henrič         | Miss Earth Venezuela            | Muntinlupa, Filipini   |
| 2012   | Češka                                | Tereza Fajksova     | Česka Miss Earth                | Muntinlupa, Filipini   |
| 2011   | Ekvador                              | Olga Alava          | Miss Ecuador Tierra             | Kezon Siti, Filipini   |
| 2010   | Indija                               | Nicole Faria        | Femina Miss India - Earth       | Nha Trang, Vijetnam    |
| 2009   | Brazil                               | Larissa Ramos       | Beleza Brasil                   | Boracay, Filipini      |
| 2008   | Filipini                             | Karla Henry         | Miss Philippines Earth          | Angeles City, Filipini |
| 2007   | Kanada                               | Jessica Trisko      | Miss Earth Canada               | Kezon Siti, Filipini   |
| 2006   | Čile                                 | Hil Hernández       | Miss Earth Chile                | Manila, Filipini       |
| 2005   | Venecuela                            | Alexandra Braun     | Miss Earth Venezuela            | Kezon Siti, Filipini   |
| 2004   | Brazil                               | Priscilla Meirelles | Beleza Brasil                   | Kezon Siti, Filipini   |
| 2003   | Honduras                             | Dania Prince        | Miss Earth Honduras             | Kezon Siti, Filipini   |
| 2002   | Bosna i Hercegovina (oduzeta titula) | Džejla Glavović     | Miss Earth Bosnia & Herzegovina | Pasay City, Filipini   |
| 2002   | Kenija                               | Winfred Omwakwe     | Miss Earth Kenya                | Pasay City, Filipini   |
| 2001   | Danska                               | Catharina Svensson  | Miss Earth Denmark              | Kezon Siti, Filipini   |

## Spoljašnje veze
- Official Miss Earth website
- Miss Earth Foundation website
- Miss Earth 2010 Vietnam Official Website